# Tell (poker)
Tell är i poker och liknande spel, ett beteendemönster hos en spelare, som kan ge motspelarna en uppfattning om hur stark hand spelaren har.
Den som kan läsa av motståndarnas tells, kan skaffa sig taktiska fördelar.